# Enzo Enzo

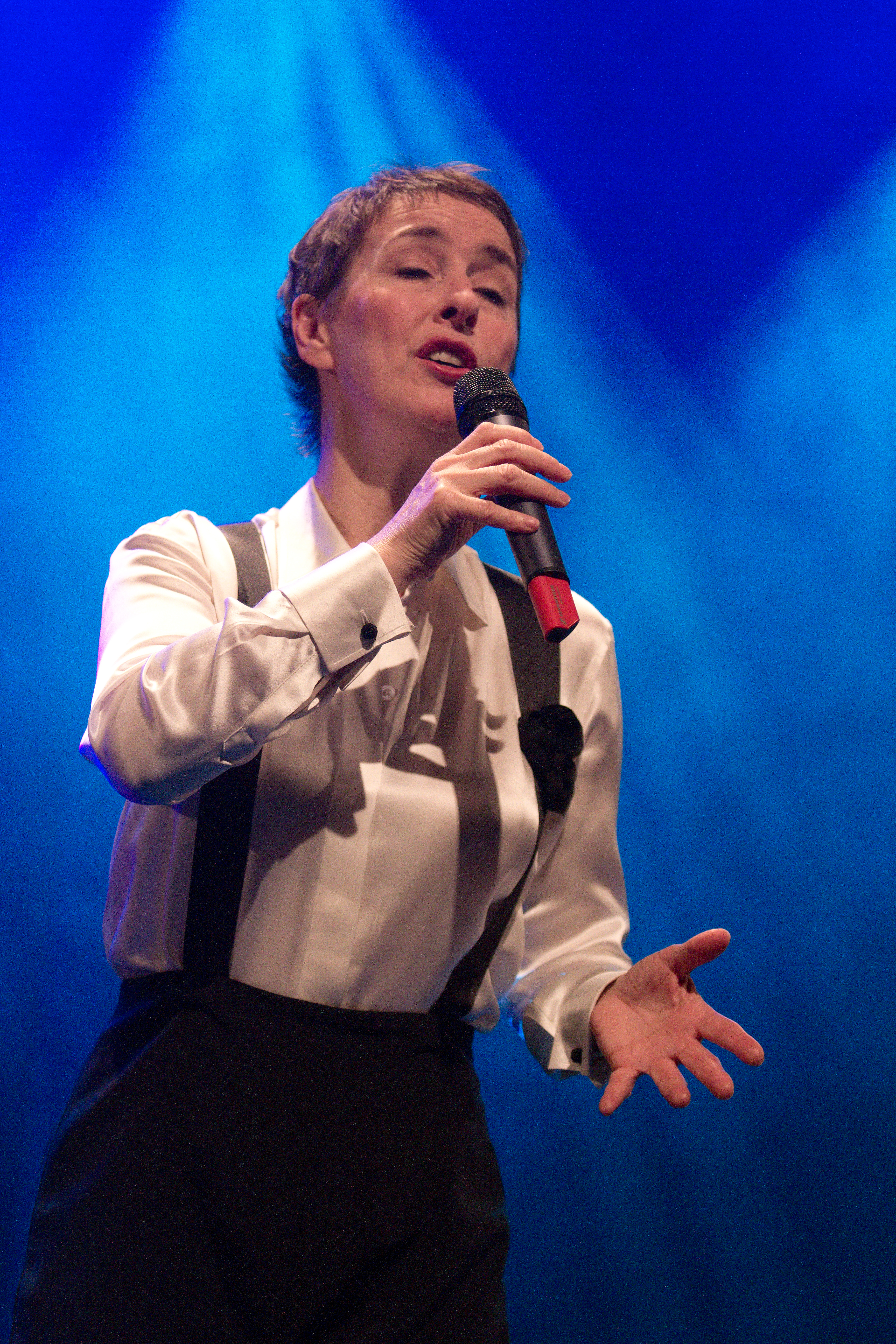
Enzo Enzo (2010)

Körin Ternovtzeff, bekannt als Enzo Enzo (* 29. August 1959 in Paris), ist eine französische Sängerin und Songwriterin.

## Biografie
Körin Ternovtzeff wurde in einer Familie russischen Ursprungs geboren. 1978 arbeitete sie gelegentlich als Roadie für die französische Rockgruppe Téléphone. Dabei lernte sie den Gitarristen Olivier Caudron (bekannt als „Olive“) kennen; er lud sie ein, in seiner neuen Band „Lili Drop“ als Bassistin mitzumachen. Die Gruppe brachte bis 1982 mehrere Singles und EPs sowie zwei Alben heraus.
1982 veröffentlichte Körin Ternovtzeff mit Je veux jouer à tout und China Girl (geschrieben von Iggy Pop und David Bowie) ihre erste eigene Single unter dem Namen Körin Noviz. Ihre zweite Single mit den Titeln Blanche neige und Oiseau de malheur erschien 1984; jetzt nannte sie sich Enzo Enzo. Nach einer weiteren Single, Pacifico (1988), erschien 1990 ihr Debütalbum Enzo Enzo. 1992 ging sie in Frankreich, Europa, Kanada und Japan auf Tour.
Ihr zweites Album Deux (1994) brachte ihr die Auszeichnung „Künstlerin des Jahres“ bei den Victoires de la Musique ein, das Lied Juste quelqu’un de bien wurde zum „besten Chanson des Jahres“ gekürt. 1995 sang sie in dem Film Haut bas fragile („Vorsicht, zerbrechlich“) einige ihrer Lieder. 1997 kam ihr drittes Album Oui auf den Markt. 1998 wurde sie wieder als „Künstlerin des Jahres“ nominiert, musste sich aber Zazie geschlagen geben (das gleiche Bild ergab sich noch einmal 2002). Ab Oktober 1998 war sie mit dem Sänger Kent (Hervé Despesse) auf Tour; Ende 1999 erschien das Album zur Tour, Enfin seuls!
Nach dem Erscheinen des vierten Studioalbums Le jour d’à côté (2001) unternahm Enzo Enzo eine Tour in Asien (Thailand, Kambodscha, Myanmar, Singapur, Indonesien) und anschließend in Frankreich. Dem nächsten Album Paroli (2004) folgte eine dreijährige Tour „Piano – Stimme“. 2006 trat sie in Fès, Marokko, beim „Festival des musiques sacrées du monde“ auf, begleitet von einem Kinderchor und einem Streichorchester.
Im Dezember 2007 erschien Enzo Enzos sechstes Studioalbum Chansons d’une maman mit Kinderliedern aus dem Zeitraum 1931 bis 1958. Auf dem siebten Studioalbum Trois Histoires comme ça (2008) zeigte sich Enzo Enzo als Erzählerin dreier Kindergeschichten von Rudyard Kipling mit Musik von Romain Didier. Auf dem Album Clap! (2009) sang sie Lieder aus Filmen und Musicals ihrer Kindheit. 2010 erschien das Album Têtue, 2011 dann Chansons d'une maman pour culottes courtes.
Enzo Enzo war immer wieder mit eigenen Bühnenprogrammen unterwegs. Sie sang zahlreiche Duette mit bekannten Vertretern des französischen Chansons. 2021 erschien das Album Eau calme.